# 阴湿小檗
阴湿小檗（学名：Berberis humido-umbrosa）是小檗科小檗属的植物，是中国的特有植物。分布在中国大陆的西藏等地，生长于海拔2,840米至4,000米的地区，常生长在阴湿地方、雨林下和干热河谷两岸灌丛中，目前尚未由人工引种栽培。

## 异名
- Berberis humido-umbrosa Ahrendt var. dispersa Ahrendt
- Berberis humido-umbrosa Ahrendt var. inornata Ahrendt